# 春の歌 (映画)
『春の歌』（はるのうた）は、1945年（昭和20年）に、日本で最初に国産フィルムを使用し、製作が進められたカラー映画。空襲で田舎に疎開した小学生と教師とのふれ合いを描いた作品である。

## 解説
本作品は、東南アジアにて上映するサイレント映画として軍の要請により制作、カラーフィルムは、試作段階だった国産のフジカラーフィルムを使用した。映画は疎開先の困窮を感じさせない内容となっていた。映画自体は1945年（昭和20年）より撮影が開始されたものの、完成直前に銀座の富士フイルム本社に保管されたフィルムが空襲で焼失、いまだ発見されていない。
キャスト・スタッフは疎開先の児童を初め、映画のシナリオも引率教諭によって書かれ、映画の製作自体がまだ技術的に問題のあるカラーフィルムのため、主に野外での撮影が行われていた。
1998年（平成10年）に「地球市民かながわプラザ」にて一般公開された。
後にNHKが戦前・戦中のカラー映像でとらえたフィルムのドキュメンタリー番組を制作した際、地上波でもスチルが放映された。
なお、1947年（昭和22年）にもフジカラーのフィルムを使用したカラー映画『キャバレーの花籠』（山本弘之）が大映で製作されたが、上映されることはなかった。